# Thorbjörn Spängs

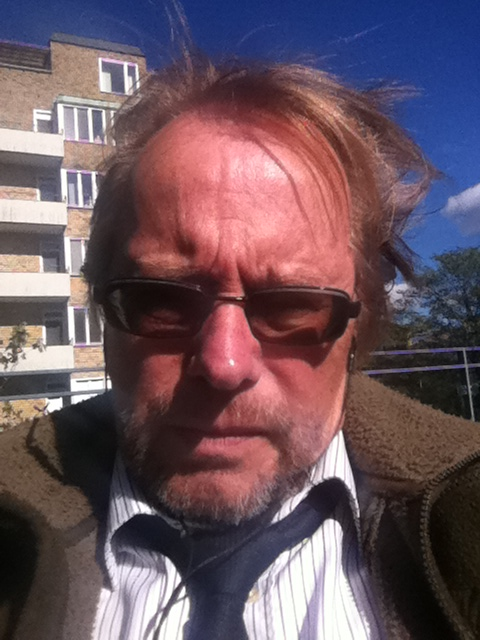
Thorbjörn Spängs 2012.

Thorbjörn Spängs, född 14 december 1952 i Ljusdal, Hälsingland, är en svensk journalist. Han växte upp i Sollefteå och flyttade 1975 till Stockholm varefter han utbildade sig vid Journalisthögskolan vid Göteborgs universitet 1978-1980. 
Spängs tilldelades 1987 Stora Journalistpriset i kategorin radio, tillsammans med Jan Mosander och Börje Remdahl, när han var med och avslöjade Boforsaffären. Han belönades samma år med Sveriges Radios Ekoredaktions Stora Ekopris "för en ledande roll" i avslöjandet av Bofors mututbetalningar i samband med den svenska vapentillverkarens mångmiljardorder till Indien.
Spängs har i huvudsak haft ekonomi och näringsliv som specialområde. Han har arbetat som nyhetsreporter på Tidningarnas Telegrambyrå (TT) 1980-1986, Sveriges Radios ekoredaktion 1987-1990 och Dagens Nyheter från 1990. Under 1994 var han reporter på Sveriges Televisions nyhetsprogram Aktuellt/A-Ekonomi. Han var planeringschef för Dagens Nyheters ekonomiredaktion och därefter chef för redaktionen från 2002 till 2007,, blev biträdande nyhetschef för tidningen 2007, och har därefter varit projektredaktör. Spängs har även arbetat som webbredaktör och var aktiv i Dagens Nyheters tidiga satsning på en mobilsajt, Mobil.DN.se. År 2009 erhöll han tillsammans Johan Brandt och Roland Thornberg Årets guldmobil av Tidningen Mobil.